# Кръстници вълшебници
„Кръстници вълшебници“ (на английски: The Fairly OddParents) е американски анимационен сериал, създаден от Бъч Хартман. В него се разказва за Тими Търнър – 10-годишно момче, което има две златни рибки вълшебници – Космо и Уанда. Сериалът се излъчва под формата на анимационни сегменти от 4 септември 1998 до 23 март 2001 г. по Oh Yeah! Cartoons и по-късно става самостоятелен сериал. Продуциран е от Frederator Studios за Nickelodeon, където е вторият най-дълъг сериал след „Спондж Боб Квадратни гащи“. На 17 август 2015 г. Nickelodeon потвърждава, че ще има десети сезон. Премиерата на десетия сезон е на 15 януари 2016 г.
На 8 февруари 2018 г. Бъч Хартман обявява, че напуска Nickelodeon, но няма потвърждение дали сериалът ще продължи без него.

## Сюжет
Тими Търнър е ниско 10-годишно момче, с розова шапка, което живее в предградията на Димсдейл с глупавите си родители. Неговият живот е непрекъснато нещастен, поради факта, че родителите му никога не са си в къщи и той е обладан от злото на тийнейджърката Вики. Но всичко се променя, когато получава две рибки, които всъщност са вълшебници – Космо (глупавата фея), съпругата му Уанда и сина им Пуф. Тими научава, че вълшебниците могат да му предоставят всяко желание, което той иска, но в рамките на определени граници. Въпреки това, незрялият характер на Тими понякога причинява неволно резултат от бедствия и той и неговите кръстници вълшебници трябва да намерят начин да го поправят.

## Актьорски състав
- Тара Стронг – Тими Търнър и Пуф
- Даран Норис – Космо, таткото на Тими, Джоргън фон Странгъл и анти-Космо
- Сюзан Блейксли – Уанда, майката на Тими и анти-Уанда
- Карлос Алазраки – г-н Крокър и г-н Дингълбърг
- Грей Делайл – Вики, г-жа Уаксълплакс, Феята на зъбите и други
- Франки Мюниц – Честър (1 – 2 сезон)
- Джейсън Марсдън – Честър (от 3 сезон)
- Дион Куан – Трикси Танг
- Ибрахим Ханеф Мохамед – Ей Джей (1 сезон)
- Гари Лирой Грей – Ей Джей (от втори сезон)
- Джей Лено – Тъмночервената брада
- Роб Полсън – Марк Чанг и крал на Югопотамия
- Лорейн Нюман – Кралица на Югопотамия
- Джим Уорд – Чет Юбеча, Дъг Димадоум и други
- Фейт Ейбрахамс – Франсис
- Кевин Майкъл Ричардсън – бащата на Ей Джей, Дарт Лейзър и други
- Адам Уест – Кетмен (3 – 6 сезон)
- Джеф Бенет – Кетмен (от 9 сезон)
- Ерик Бауза – анти-Пуф (от 8 сезон)
- Матю У. Тейлър – Спарки (от 9 сезон)
- Кари Уолгрън – Клоуи Кармайкъл (от 10 сезон)

## „Кръстници вълшебници“ в България
Първоначално сериалът стартира в ефира на Super 7. Дублажът е на студио Доли. Ролите се озвучават от артистите Ася Рачева, Мина Костова, Цветан Ватев, Александър Воронов и Цанко Тасев. Воронов и Тасев напускат екипа по-късно и са заместени от Живко Джуранов и Мариан Бачев.
На 12 април 2010 г. започва излъчване по Disney Channel с нахсинхронен дублаж на Александра Аудио. В него участват артистите Живко Джуранов, Георги Стоянов, Милица Гладнишка, Явор Караиванов, Яна Огнянова, Таня Етимова, Елена Бойчева, Златина Тасева, Силвия Петрова, Варвара Панкова, Цанко Тасев, Николай Пърлев, Росен Русев, Христо Бонин, Анатолий Божинов, Петър Бонев, Веселин Калановски, Георги Тодоров, Явор Гигов, Стоян Алексиев и Петър Върбанов, който е режисьор на дублажа.
От ноември 2013 г. се излъчва по локалната българска версия на Никелодеон с дублаж на Александра Аудио. Половината актьори от състава на 2010 г. се завръщат с изключение на Петрова, Тасев, Тодоров, Алексиев, Гигов, Панкова и Гладнишка. Към състава се присъединяват Светлана Смолева (на мястото на Милица Гладнишка в ролята на Уанда), Иван Велчев, Августина-Калина Петкова, Петър Калчев, Георги Иванов, Момчил Степанов, Анастасия Събева и Лорина Камбурова.